# European Physiology Modules

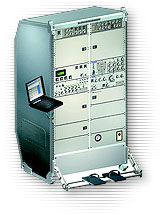
European Physiology Modules (Konfiguration entspricht nicht dem Original)

Das European Physiology Modul (EPM) ist eine Nutzlast in Form eines International Standard Payload Rack, die im Columbus-Raumlabor integriert ist. Das EPM Rack wird von der OHB-System in Bremen gebaut.
Das Rack stellt mehrere Einschübe für Experimente zur Verfügung. Über externe Schnittstellen können weitere Experimente angeschlossen werden.
Folgende Experimente sind bereits integriert.
- Multi-Electrode Electroencephalography Module (MEEMM) - Ermöglicht neurologische Messungen des Gehirns. Gebaut von EREMS in Toulouse.
- Samples Collection Kit (SCK) - Sammlung verschiedener Instrumente und Behälter zum Sammeln medizinischer Proben.
- Cardiolab (CDL) - Für Messungen des Herz-Kreislauf-Systems. Finanziert und gebaut von CNES und dem Deutschen Zentrum für Luft- und Raumfahrt (DLR).

Es werden verschiedene Modelle gefertigt:
- Flight Model (FM) - Das Flugmodell ist bereits fertiggestellt und abgenommen. Die Auslieferung erfolgte im September 2005 zur Integration in Columbus.
- Trainings Model (TRM) - Das Trainingsmodell ist an das Europäische Astronautenzentrum (EAC) ausgeliefert.
- Ground Model (GM-1) - Das Bodenmodell 1 ist bereits fertiggestellt und abgenommen. Die Auslieferung an das Facility Responsible Center (FRC) nach CADMOS/Toulouse erfolgte im Juli 2005.
- Ground Model (GM-2) - Das Bodenmodell 2 ist bereits fertiggestellt. Es sollte ursprünglich im März 2006 an das Johnson Space Center (JSC) der NASA ausgeliefert werden.
- Baseline Data Collection Model (BDCM) - Das BDC Modell ist bereits fertiggestellt. Die Auslieferung an das FRC nach CADMOS erfolgte im November 2005.